# María (miniserie)
María fue una serie dramática basada en la novela romántica homónima de Jorge Isaacs, adaptada para TV por el premio Nobel de literatura Gabriel García Márquez y dirigida por Lisandro Duque Naranjo. Protagonizada por Victoria Góngora, Luis Fernando Hoyos, Alejandra Borrero y Julio Medina; producida en 1991 por RCN Televisión y emitida semanalmente en la Cadena 2. Narra la historia de un idilio apasionado y trágico entre una pareja de jóvenes: Efraín y María, con un lenguaje y un tratamiento manifiestamente poéticos y de carácter romántico.

## Sinopsis
Esta clásica historia narra la vida de Efraín quien es enviado a estudiar a Bogotá y es despedido por su madre, su hermana Emma y su prima María, aún de corta edad.
Tras seis años de ausencia, Efraín regresa al hogar paterno y encuentra que su prima María se ha convertido en una bellísima adolescente. Ambos jóvenes se enamoran y en un ambiente de paisajes líricos rodeados por los suyos, viven su pasión amorosa y romántica. De forma repentina, María cae enferma, víctima de ataques de epilepsia, el mismo mal por el que murió su madre. Ante esto, Efraín atraviesa a caballo el río, en medio de una creciente, para traer al médico que sanará a María. La joven mejora aparentemente por lo que el idilio continúa desarrollándose. El padre de Efraín decide enviarlo a Europa a realizar sus estudios de medicina, lo que hace que los jóvenes enamorados se vean obligados a separarse en medio de fervientes promesas.
Durante un año la relación se mantiene mediante cartas, hasta que Efraín recibe la noticia de que María ha empeorado y sólo su presencia puede salvarla, por lo que emprende el regreso, pero cuando llega, María había muerto. Para Efraín fue muy dolorosa su partida porque fue la pérdida de su gran amor, y sumergido en su tristeza arranca la mata de rosas que María había sembrado como símbolo de su amor, recorre todos los lugares que disfrutaron hasta llegar a la tumba de su amada, y postrado en ella observa como el canto de un pájaro negro posado en la tumba, confirma la partida de su eterno amor. Allí, le coloca la mata de rosas y Emma, su hermana, le entrega las trenzas que María se había cortado antes de morir así como sus últimas palabras.

## Curiosidades
- La historia muestra la tradición y cultura del Valle del Cauca, durante el siglo XIX en esta región colombiana.
- Aparte del romanticismo plasmado en la novela, el nobel de literatura quiso que también se hablara de situación política y social mediante las muchas guerras civiles (1850-1860) libradas en Colombia, entre facciones radicales de Conservadores y Liberales, lo que originó las famosas guerrillas que atacaban los pueblos y haciendas sin importar su ideología política.
- Durante las capítulos de las series se muestra la separación Iglesia-Estado, el proceso de insurgencias y reformas que marcaron el final de la época de la colonia en las últimas décadas del siglo XIX.
- Las grabaciones de la serie fueron realizadas en la original Hacienda El Paraíso (como la mayoría de adaptaciones), situada cerca del municipio de El Cerrito, en el Valle del Cauca y en la ciudad de Popayán, capital del Departamento del Cauca.
- La versión García-marquina resultó, a juicio de muchos, demasiado poética que no correspondía al perfil del televidente de ese horario.  En consecuencia, la miniserie no respondió a las expectativas de la programadora.
- En 1971, RTI hizo otra versión en formato de telenovela, la cual tampoco gustó, donde el reparto estuvo conformado por María Eugenia Dávila (recién llegada de México después de haber vivido la época hippie y con la cabeza rapada), Alberto Jiménez, Amparo Grisales, Omar Sánchez, Leonor González Mina, entre otros. Mariela Hijuelos, que ya era favorita, interpretó a una hermana de Efraín, cuya interpretación le valió reconocimientos. La dirección estuvo a cargo de Eduardo Gutiérrez y la producción fue realizada, también en la famosa Hacienda El Paraíso.

Rcn televisión le dio "carta blanca" al Premio nobel para reescribir el guion y éste hizo cambios que incluyeron adicionar/eliminar/modificar situaciones y personajes. Sin embargo, la irreverancia de Gabriel García Márquez fue tal que planteó que la protagonista dejara de ser virgen en algún capítulo, pero esta posibilidad fue descartada, porque a juicio de los ejecutivos de la programadoea, esto representaba un "sacrilegio" contra la imagen de la "novia de América" y pensaron que podía ser ofensivo con el público que tuviera un conocimiento previo de la obra literaria.
Hubo una escena en un río donde los participantes, alcanzaron a asustarse, porque Luis Fdo Hoyos estuvo a punto de ahogarse, pero gracias a su destreza física, este riesgo no se materializó.

## Personajes
- Victoria Góngora - María
- Julio Medina - El Padre de Efraín
- Alejandra Borrero - La Madre de Efraín
- Luis Fernando Hoyos - Efraín
- María Paulina de Zubiría - Emma
- Jorge Herrera - Lorenzo
- Santiago García Pinzón - Mamonides
- Gustavo Angarita - General Rosendo Fonseca
- Henry Castillo - Braulio
- Víctor Hugo Morant - Doctor Maine
- Marcela Castillo - Tránsito
- Jaime Castillo- Remigio
- Kepa Amuchastegui - Arcángeles Romero
- Luis Mesa - Carlos
- Luis Fernando Orozco - Jerónimo
- Delia Zapata - Feliciana
- Luis Fernando Velasco - Indio
- Juan Pablo Franco - Federico Barrientos
- Florencio Torres
- Humberto Arango - Don Roque
- Iván Posada -
- Jaime Barbini - Director obra de teatro
- Olga Lucía Lozano - Actriz intérprete de Policarpa Salavarrieta.
- Jaime Peña
- Rosmery Plaza
- Jorge Medina
- Carlos Bocanegra
- Mónica Micolta - Estefana
- Padre José Orlando Gallego - Él mismo
- José Raúl Ordóñez
- Hernan Parra
- Edgar Simmonds
- Diana Londoño
- Juan Carlos García
- Fernando Parra
- Wilmar Cuartas

## Ficha técnica
- Adaptación - Gabriel García Márquez.
- Guion - Eliseo Alberto Diego / Manuel Arias.
- Basada en la novela de - Jorge Isaacs.

- Director asistente - Ricardo Suárez.
- Director de fotografía - Victor Jorge Ruíz.
- Cámara - Argemiro Saavedra / Juan Carlos López.
- Sonido - Jaime Alencia.
- Maquillaje - Rossio López / Doy Martínez.
- Diseño de vestuario - Rosita Cabal de Franco.
- Director artístico - Ricardo Duque.
- Música original - Isaac Tacha.
- Dirección - Lisandro Duque Naranjo.

- Datos: Q12754928